# Huzhu

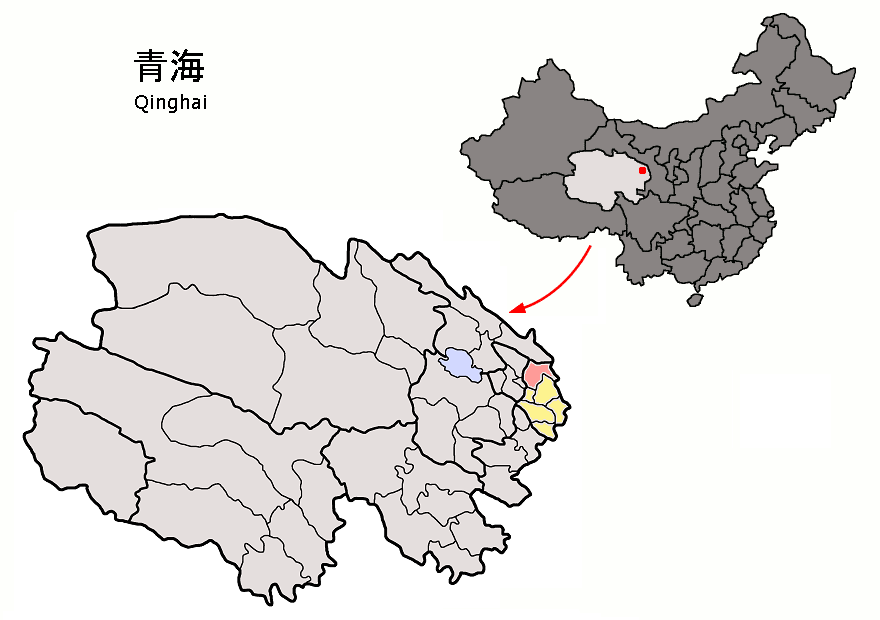
Lage des autonomen Kreises Huzhu der Tu im Regierungsbezirk Haidong

Der Autonome Kreis Huzhu der Tu (互助土族自治县,  Hùzhù Tǔzú zìzhìxiàn), kurz: Kreis Huzhu (互助县,  Hùzhù xiàn), ist ein autonomer Kreis im Regierungsbezirk Haidong im Osten der chinesischen Provinz Qinghai. Er hat eine Fläche von 3.358 km² und zählt 337.941 Einwohner (Stand: Zensus 2020). Sein Hauptort ist die Großgemeinde Weiyuan (威远镇).
Das Kloster Chusang Gompa (却藏寺,  Quezang si) steht seit 2006 auf der Liste der Denkmäler der Volksrepublik China (6-806).

## Administrative Gliederung
Auf Gemeindeebene setzt sich der Kreis aus acht Großgemeinden und elf Gemeinden (davon zwei Nationalitätengemeinden der Tibeter) zusammen. Diese sind (Pinyin/chin.):
- Großgemeinde Weiyuan (威远镇)
- Großgemeinde Danma (丹麻镇)
- Großgemeinde Gaozhai (高寨镇)
- Großgemeinde Nanmenxia (南门峡镇)
- Großgemeinde Jiading (加定镇)
- Großgemeinde Wufeng (五峰镇)
- Großgemeinde Tangchuan (塘川镇)
- Großgemeinde Wushi (五十镇)

- Gemeinde Xishan (西山乡)
- Gemeinde Caijiabao (蔡家堡乡)
- Gemeinde Dongshan (东山乡)
- Gemeinde Donggou (东沟乡)
- Gemeinde Linchuan (林川乡)
- Gemeinde Donghe (东和乡)
- Gemeinde Hongyazigou (红崖子沟乡)
- Gemeinde Halazhigou (哈拉直沟乡)
- Gemeinde Taizi (台子乡)

- Gemeinde Songduo der Tibeter (松多藏族乡)
- Gemeinde Bazha der Tibeter (巴扎藏族乡)

## Ethnische Gliederung der Bevölkerung (2000)
Beim Zensus im Jahr 2000 hatte Huzhu 357.089 Einwohner.
| Name des Volkes | Einwohner | Anteil  |
| --------------- | --------- | ------- |
| Han             | 265.456   | 74,34 % |
| Tu              | 62.780    | 17,58 % |
| Tibeter         | 21.629    | 6,06 %  |
| Hui             | 6.824     | 1,91 %  |
| Mongolen        | 210       | 0,06 %  |
| Manju           | 47        | 0,01 %  |
| Koreaner        | 29        | 0,01 %  |
| Yi              | 28        | 0,01 %  |
| Sonstige        | 86        | 0,02 %  |